# Benjamin Apthorp Gould
Benjamin Apthorp Gould (Boston, 27 de setembro de 1824 — Cambridge, 26 de novembro de 1896) foi um astrónomo estadunidense.
Foi iniciador da astronomia observacional e da meteorologia na Argentina. Foi diretor do Observatório Astronômico de Córdoba entre 1871 e 1885, e graças aos seus registos estelar corrigiu a deficiência de informações sobre o céu do sul, que lhe rendeu reconhecimento internacional. Foi também um dos primeiros astrônomos do mundo a usar fotografia para estudar astronomia.

## Prémios
- 1883 - Medalha de Ouro da Royal Astronomical Society[2]
- 1887 - Medalha James Craig Watson